# 벨러라이브 오벌

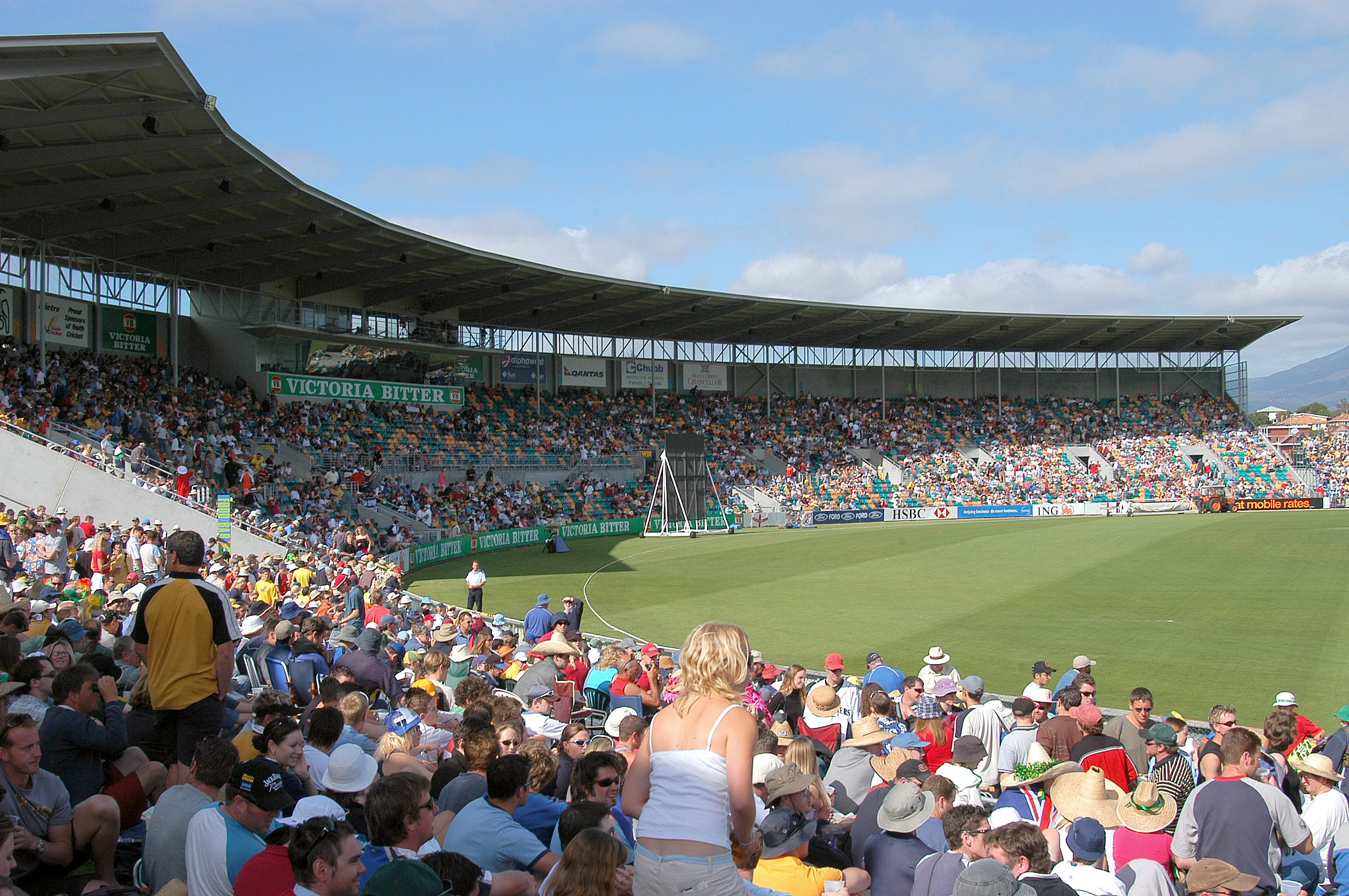
벨러라이브 오벌

벨러라이브 오벌(Bellerive Oval)은 1914년 개장한 오스트레일리아 태즈매니아 주 호바트 근교의 벨러라이브의 크리켓 경기장이다. 주로 크리켓, 오지 풋볼 용도로 쓰이며, 현재 태즈매니언 타이거스와 클레렌스 루스의 홈구장이다. 수용인원은 16,000명이다.